# 罗浮山
罗浮山又名东樵山，是中国十大道教名山之一。它位于中國广东省惠州市博罗县的西北部，横跨博罗县、龙门县、增城區三地，总面积260多平方公里，和位于广东省佛山市境内的西樵山是姐妹山。罗浮山的主峰是飞云顶，海拔1296米。其山势雄浑，风光秀丽，四季气候宜人，是中國国家重点风景名胜区和避暑胜地，被誉为“岭南第一山”。北宋苏东坡曾在这里作下“罗浮山下四时春，卢桔杨梅次第新。日啖荔枝三百颗，不辞长作岭南人”的名句，而使罗浮山闻名于世。

## 地质形成
《后汉书》中的《郡县志》，後人立註这样描写罗浮山:“博罗有罗山，以浮山自会稽来傅之，故名罗浮”。意思是说罗浮山是罗山和浮山撞在一起形成的，但这只是传说。据地质学家考证，罗浮山形成于八千万年以前，这一带地壳发生断层，花岗岩体受挤压而隆起。经过长年的风雨侵蚀，形成现在奇峰林立的罗浮山。

## 自然景色
罗浮山的三大特色是：奇峰怪石、飞瀑名泉和洞天奇景。罗浮山共有432座山峰，较有名的有飞云峰、铁桥峰、玉女峰、骆驼峰和上界峰等。其中飞云峰是主峰，海拨1296米，因为高耸入云而得名。罗浮山共有980多处飞瀑名泉，著名的有白漓瀑布、白水门瀑布、黄龙洞瀑布、白莲湖、芙蓉池、长生井，还有北宋文人苏东坡所推崇的卓锡泉等。罗浮山还有朱明、蓬莱、桃源、蝴蝶、夜乐等18个大洞天，有通天、罗汉、伏虎和滴水等72个小洞天，其中朱明洞是山上最大的洞穴。

## 植物
罗浮山刚好处在北回归线上，属亚热带季风气候，雨量充足，植物茂密，呈垂直分布变化明显。山顶是低矮的灌木林和草甸，山腰是灌木林和松木林，山底是常绿阔叶林。山上生长着1200多种药用植物和各种水果，形成了独特的罗浮山特产，包括有罗浮山百草油、酥醪菜、云雾甜茶、矿泉水等。苏东坡的“罗浮山下四时春，卢桔杨梅次第新。日啖荔枝三百颗，不辞长作岭南人”一诗正是罗浮山盛产各种水果的真实写照。

## 道观佛寺
东晋咸和年间(326年-334年)，葛洪在罗浮山创建了四座道观：白鹤观、冲虚观、黄龙观和酥醪观。南北朝时萧誉把佛教引上来。强盛时期罗浮山上一度为“九观十八寺二十二庵”，其中最有名的是葛洪所建的冲虚古观，至今已有1600多年的历史，它在抗日战争时期，曾经是东江纵队司令部驻地。冲虚观和延祥寺是唯一保存到现在的两座道观佛寺。

## 文化
罗浮山曾经在广东文化史上占有不可忽视的地位。苏东坡曾在此地住过很长时间，写下《杂书罗浮事》、《书卓锡泉》等文章。明朝吏部尚书湛若水也曾于九十高龄在罗浮山讲学。另外还有司马迁、李白、杜甫、韩愈、杨万里、刘禹锡、朱熹、屈大均、汤显祖等都有题咏罗浮山的名作。
后土神，俗称地母娘娘，据闻清代后期由广东罗浮山传入台湾，然而台湾流传的一九八一年辛酉年刊印罗浮山朝元洞藏版本《地母经》卷首载有“光绪九年正月初九陕西汉中府城固地母庙飞鸾传经”之说（飞鸾，亦称扶鸾、扶乩，依神灵附体托笔，于沙盘书写上谕圣训，光绪九年即1883年）。自上世纪90年代，来来自广东，台湾宗教人士和道教信众，远赴陕西城固拜竭地母圣神。
而位于陕西省汉中市城固县县城西南，上元观镇与董家营镇交界处的南沙河风景区，地母娘娘庙兴建于东汉献帝二年（公元191年）。距今已有1800多年，历朝历代民众虔诚拜谒，香火鼎盛。 参见：后土神。
在近现代到过罗浮山的名人则有，孙中山、宋庆龄、廖仲恺、何香凝、陈济棠、蒋介石、周恩来、陈毅、林彪等。

### 引用
1. ↑  . www.lfs.com.cn.   [2024-10-12]. （原始内容存档于2024-10-09）.
2. ↑  台灣地母道教會齊聚漢中城固祭地母 （页面存档备份，存于），2014-04-25 華夏經緯網

### 网页
- 罗浮山 （页面存档备份，存于），南方网，2002年11月27日。
- 惠州·罗浮山 （页面存档备份，存于），网易，2005年6月29日。

## 延伸阅读
[在维基数据编辑]
 《欽定古今圖書集成·方輿彙編·山川典·羅浮山部》，出自陈梦雷《古今圖書集成》